# Периметр 2: Новая Земля
«Периметр 2: Новая Земля» (англ. Perimeter 2: New Earth) — компьютерная игра в жанре стратегии в реальном времени, продолжение игры Периметр, третья часть серии игр «Периметр». Игра была разработана российской компанией K-D Lab и была издана 12 декабря 2008 года на территории России компанией 1С и 10 февраля 2009 года в других странах компанией Strategy First эксклюзивно для платформы ПК (Windows).
События игры проходит в том же сеттинге, что и события предыдущих игр серии. В «Периметр 2» беженцы с Земли, ранее долгое время скитавшиеся по «промежуточным» мирам («пузырькам Спанжа или Психосферы») в поисках классической экзопланеты в рамках существующей вселенной, нашли подходящий мир, свободный от чудовищ Скверны. Выходцы из фрейма «Исход» закрепились на суше, их давние противники из «Возврата» ушли в моря. Едва освоившись на планете, группировки развязали войну.

## Отзывы
| Сводный рейтинг       | Сводный рейтинг    |
| Агрегатор             | Оценка             |
| --------------------- | ------------------ |
| Metacritic            | 43/100 (5 обзоров) |
| Иноязычные издания    |                    |
| Издание               | Оценка             |
| GamesRadar+           | 4/5                |
| IGN                   | 5,1/10             |
| Русскоязычные издания |                    |
| Издание               | Оценка             |
| Absolute Games        | 28/100             |
| «PC Игры»             | 6/10               |
| «Игромания»           | 6/10               |

Средний балл на Metacritic составляет 43 из 100, основанный на 5 рецензиях.
Рецензент сайта Absolute Games Владимир Горячев aka Nomad написал крайне отрицательный обзор игры, в котором раскритиковал все её составляющие и поставил игре оценку 28 % со статусом «ужасно». Геймплей игры был раскритикован за отсутствие нововведений, дисбаланс, отсутствие уникальных юнитов и возможностей, присутствующих в ранних играх серии, общую примитивность, прямолинейность и оттого скуку. Сюжет был раскритикован за его фактическое отсутствие во время игры, за натянутость и нелогичность. Интерфейс также был подвергнут жёсткой критике за крайнее неудобство, аляповатый дизайн юнитов, непонятные пиктограммы и т. д. Мультиплеер также был описан крайне отрицательно. «„Периметр 2“ преуспел в одном — он не просто навевает тоску, а топит в океане безнадёжности, душит крючьями бездарного дизайна и унылой картинки. Его вступительный ролик уродлив до омерзения, музыка насилует уши одной и той же мелодией, трёхгрошовые брифинги чуть ли не умоляют нажать Esc», — утверждает рецензент.
Рецензенты журнала «Игромания» также отрицательно отозвались об игре, описав её как «нишевый» продукт, пригодный для «употребления» лишь фанатами серии и оценив в 6 баллов из 10 возможных. Журналисты заявили, что за 4 прошедших с момента выхода первой части года разработчики не смогли придумать ничего нового ни в плане геймплея, ни в сюжете. В «Периметр 2» был упрощён геймплей, что ликвидировало его оригинальность, технологическая основа осталась прежней, а сюжет, несмотря на хороший базис, остался «набором статей в интернете, которые слабо соотносятся с происходящим на экране». Вердикт журнала: «Самая необычная отечественная стратегия ко второй своей части стала скучнее и однообразнее, но шарма в целом не растеряла. Тем не менее от былого величия „Периметра“ не осталось и следа».